# 全日本司厨士協会
内閣府認定公益社団法人全日本司厨士協会（ぜんにほんしちゅうしきょうかい、英語: All Japan Cook Association）は、西洋料理料理人による日本の協会。機関誌として『月刊 西洋料理』を刊行している。

## 概要
全日本司厨士協会は、西洋料理人の会としては日本最大級の組織である。総本部を東京都港区に置く。
調理技術の講習会の開催、料理コンテストの開催、社会福祉施設での調理を行うボランティア活動や食育授業の開催、また日本国内の料理人の交流、日本国外の料理人との交流といった活動を行っている。
公益社団法人としては、有資格者としての調理師と同等以上の学力を有する者に係る講習を開催する権限を有しており、調理師法の施行規則第18条を根拠とする。また、担当部局は厚生労働省となる。

## 歴史
日本では大正時代より、日本各地で西洋料理人の会が群立しているような状態であった。大正14年（1925年）に日本全国の司厨士の団体が集まって、「日本司厨士協同会」が結成され、これが全日本司厨士協会の母体となる。
昭和31年（1956年）に個別に活動していた司厨士団体5つが「全日本司厨士連合協議会」を結成する。発展的解消を経て、昭和34年（1959年）に「全日本司厨士協会」が設立された。
2008年に社団法人化し、2019年に「一般社団法人全日本司厨士協会」としなる。
2018年には和歌山県支部で女子部が設立された。

## 関連人物
- 荒田勇作（1895年 - 1978年） - 1958年から常任理事に就任。後に副会長[8]。
- 熊谷喜八 - 総本部副会長（2021年時点）[9]